# Seagate Technology
Seagate Technology est une société américaine fondée en 1979 (sous le nom de Shugart Technology) et située à Scotts Valley, en Californie. Seagate développe et produit des disques durs et en est actuellement l'un des principaux constructeurs, derrière Western Digital.
Ses sites de recherche et développement et entrepôts sont situés dans la Silicon Valley, à Pittsburgh en Pennsylvanie, à Longmont dans le Colorado, à Bloomington et à Shakopee dans le Minnesota, à Springtown en Irlande du Nord et, enfin, à Singapour.

## Historique

Ancien logo de Seagate (février 2007)

Ancien logo de Seagate (mai 2014).

Fondée sous le nom de Shugart Technology par Alan Shugart — qui s'était fait éjecter de Shugart Associates — et Finis Conner cette société a été l'inventeur du ST-506, le premier disque dur 5"¼ pour ordinateur; plus récemment la société fabrique les disques durs embarqués dans la PlayStation 3 de Sony, la Xbox de Microsoft, ou encore le Zen de Creative Labs.
Le 21 décembre 2005, Seagate annonce le rachat, en actions, pour 1,9 milliard de dollars de son concurrent américain Maxtor et sa fusion au sein de l'entreprise.
Au terme de la transaction, les actionnaires de Maxtor possèdent 16 % du capital de la société issue de la fusion.
En avril 2008, Seagate annonce la commercialisation de son milliardième disque dur.
Samsung vend sa division "disques durs" à Seagate en avril 2011. Ce rachat est validé par la Commission européenne le 20 octobre 2011, la Commission ne considérant pas le rachat de cette division comme susceptible de troubler le jeu de la concurrence sur le marché du stockage.
En 2012, Seagate rachète LaCie.
En mai 2014, Seagate acquiert SandForce, la division des contrôleurs pour SSD d'Avago Technologies, pour 450 millions de dollars[réf. nécessaire].
En avril 2023, la filiale singapourienne du groupe, a continué de vendre du matériel à Huawei, sans autorisation préalable du Bureau of Industry and Security. Or Huawei est sous embargo américain depuis août 2020. Seagate a donc écopé d'une amende de 300 millions de dollars.

## Parts de marché
En additionnant les parts de marché des deux groupes (28,7 % pour Seagate et 14,1 % pour Maxtor) en 2005, Seagate produisait près de 43 % des disques durs dans le monde, 37 % en 2006.
Il devient le numéro deux mondial au début de 2010, derrière Western Digital, après avoir dominé le marché depuis plusieurs années. 48,9 millions de disques ont été vendus au cours du dernier trimestre 2010, contre 52,2 millions pour Western Digital.
Ses principaux concurrents sont Western Digital, Hitachi GST (racheté le 7 mars 2011 par Western Digital), Toshiba et Fujitsu.

## Produits

### Stockage externe
- Disque dur ultraportable FreeAgent GoFlex 320 Go à 1,5 To
- Disque dur ultraportable FreeAgent GoFlex Pro 500 Go à 750 Go
- Disque GoFlex Slim Performance 320 Go
- Disque externe FreeAgent GoFlex Desk 1 To à 3 To
- FreeAgent Go de 250 à 880 Go
- FreeAgent Desk 500 Go à 2 To
- Seagate Replica 250 Go à 500 Go
- Disque externe Expansion 500 Go à 3 To
- Disque portable Expansion 250 Go à 1,5 To
- Disque externe portable 2,5 pouces Backup Plus 1 To à 5 To
- BlackArmor NAS 440
- BlackArmor NAS 420
- BlackArmor NAS 400
- BlackArmor NAS 220
- BlackArmor NAS 110

### Stockage interne
- Disque dur hybride SSD Momentus XT
- Kit de disque dur interne Momentus 2,5 pouces pour ordinateurs portables – 5400 tr/min
- Kit interne de disque dur pour PC de bureau Barracuda 3,5 pouces, 7 200 tr/min

### Gamme de disque dur interne
- Seagate BarraCuda   : Disque dur pour Ordinateur de bureaux
- Seagate IronWolf       : Disque dur pour NAS
- Seagate SkyHawk     : Disque dur pour Vidéosurveillance
- Seagate Exos            : Disque dur pour Centre de donnée[11]
- Seagate FireCuda     : Disque dur pour Ordinateur Gaming

## Sites de production

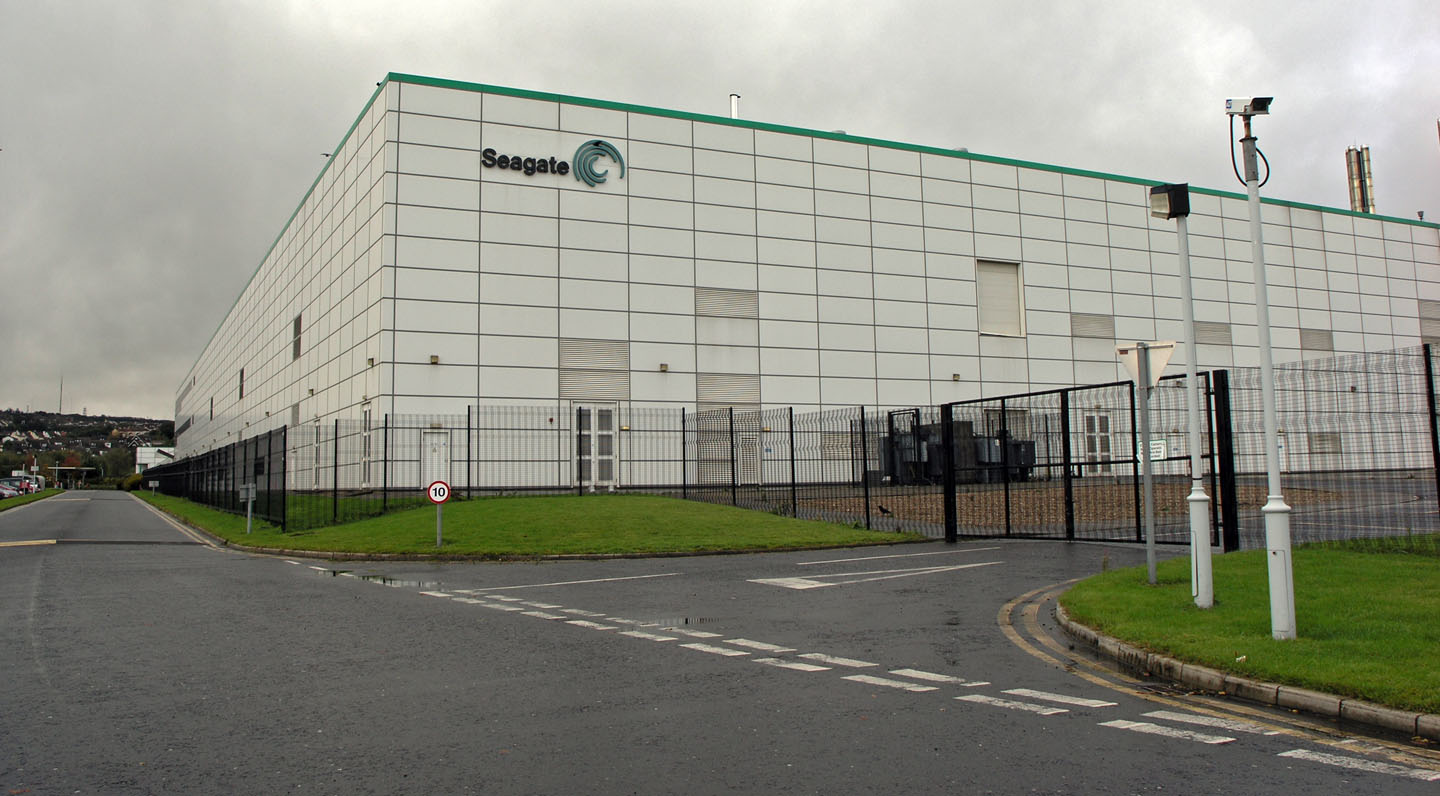
Usine Seagate de Derry en Irlande du Nord

Seagate a installé en 1993 son usine de production de semi-conducteurs à Springtown, non loin de Derry en Irlande du Nord. Avec ses 1400 salariés, c’est le plus grand site de fabrication de semi-conducteurs au monde. 600 millions de têtes de disques durs (soit 25 % de la production mondiale) proviennent de cette usine de Springtown chaque année. Seagate possède également un site de production de têtes de lectures au Minnesota.
En Chine, l'usine Seagate se situe à Wuxi (ouverte en 1995). L'usine de Wuxi est le plus grand site de production de disques durs de la compagnie.
Les autres sites de production de disques se situent aux États-Unis, Irlande du Nord, Malaisie, Thaïlande, et à Singapour.
En 2007, Seagate ferme son usine irlandaise de Limavady, dans le comté du Derry, ce qui entraîne le licenciement de 780 employés.
En 2009, Seagate ferme son usine de Singapour (quartier d'Ang Mo Kio), licenciant 2 000 travailleurs. En 2011, Seagate revend les bâtiments industriels pour 91,5 M S$.
En 2017, Seagate annonce la fermeture de son usine de Suzhou, acquise lors du rachat de Maxtor en 2006.

## Données boursières
Seagate est coté au NASDAQ.

### Actionnaires
Liste des principaux actionnaires au 27 novembre 2021 :
| Nom                                | %      |
| ---------------------------------- | ------ |
| The Vanguard Group                 | 10,5 % |
| Viking Global Investors (en)       | 8,87 % |
| ValueAct Capital (en) Management   | 6,85 % |
| ClearBridge Investments            | 4,54 % |
| JPMorgan Investment Management     | 4,49 % |
| Owl Creek Asset Management         | 4,25 % |
| SSgA Funds Management              | 4,04 % |
| Capital Research & Management      | 3,92 % |
| Fidelity Management & Research     | 3,22 % |
| Silver Lake (investment firm) (en) | 3,06 % |

Différents disques Seagate
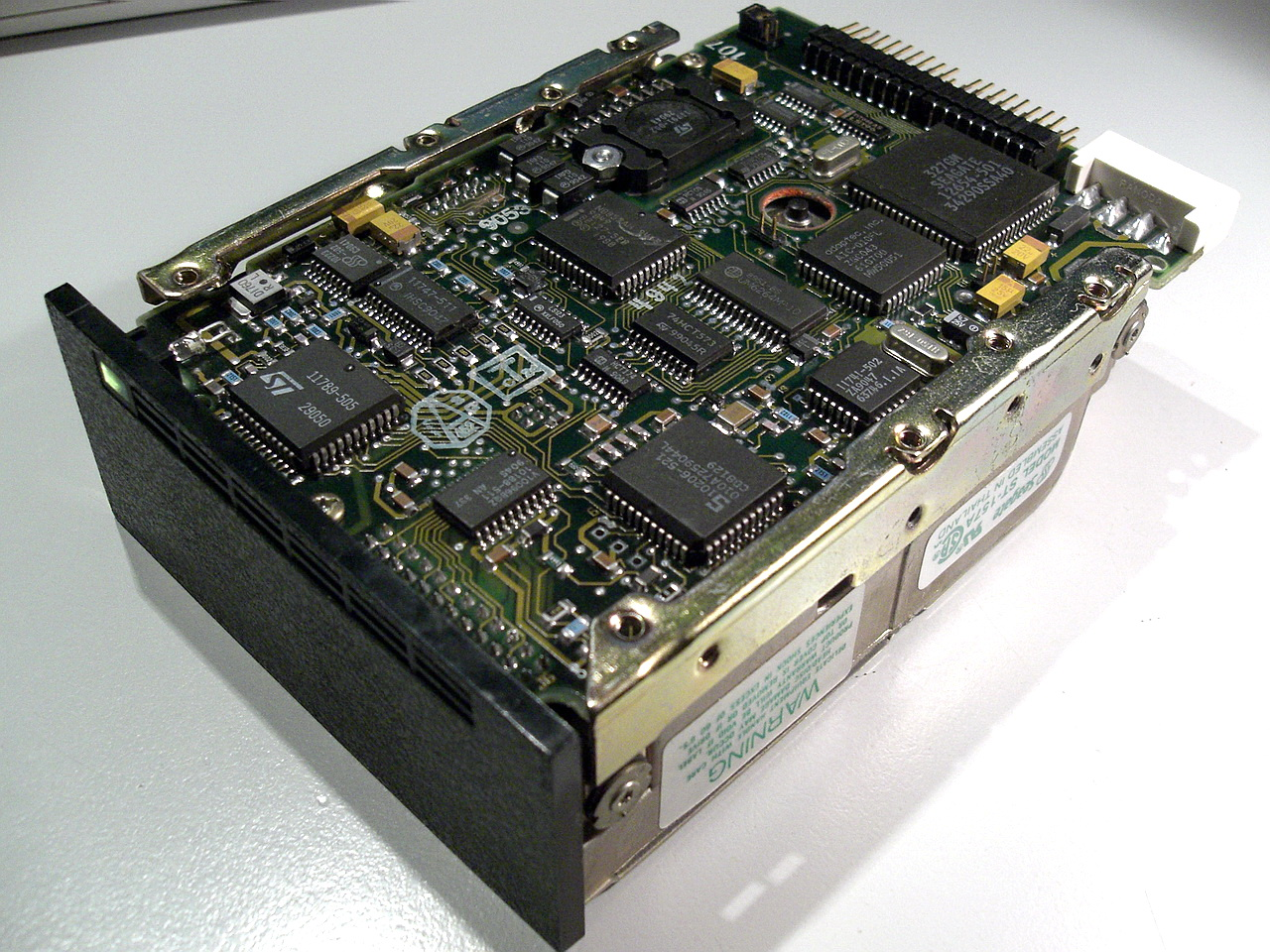
ST-157A 40mo
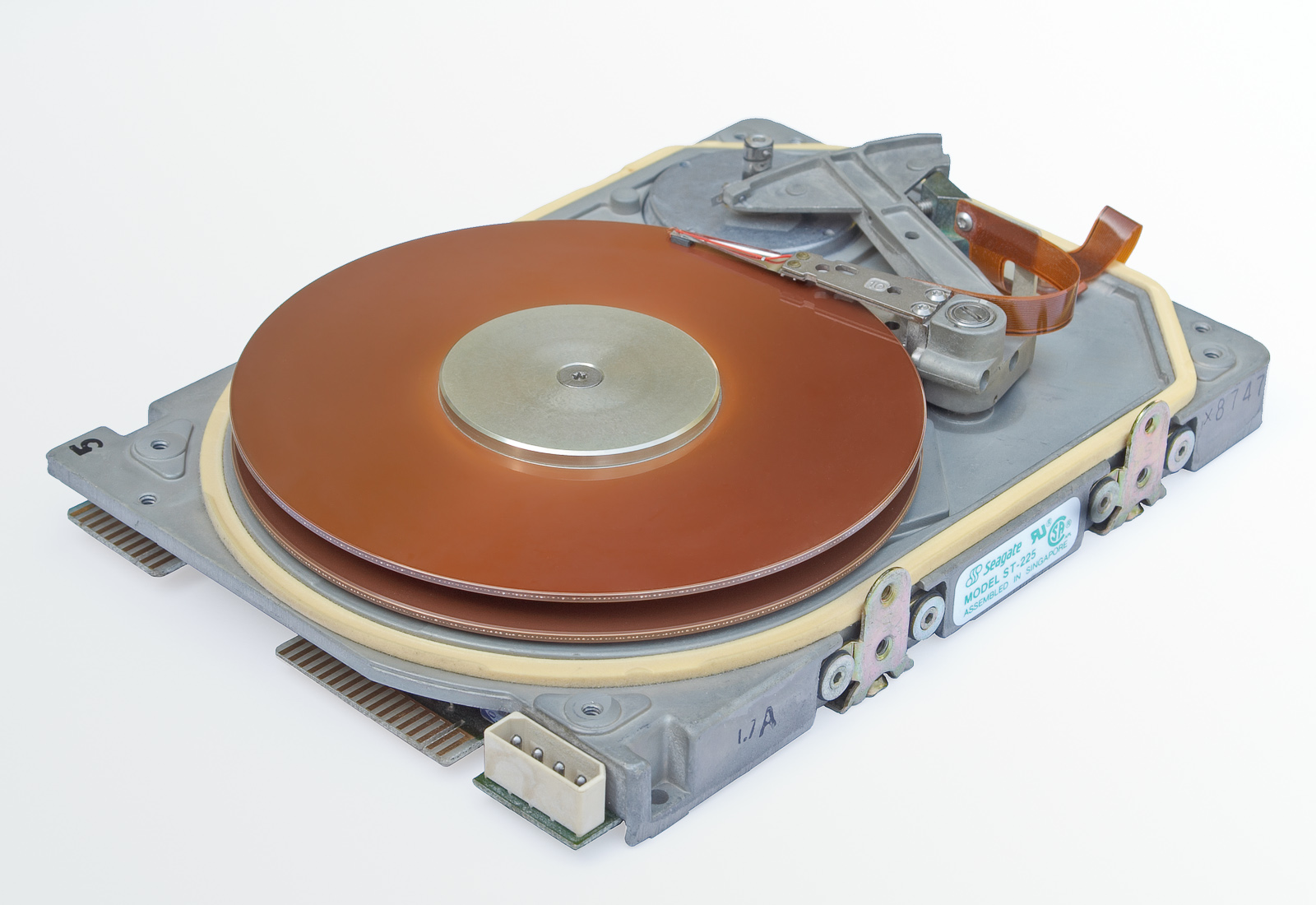
Seagate ST-2255¼″ MFM, 21,4 Mo
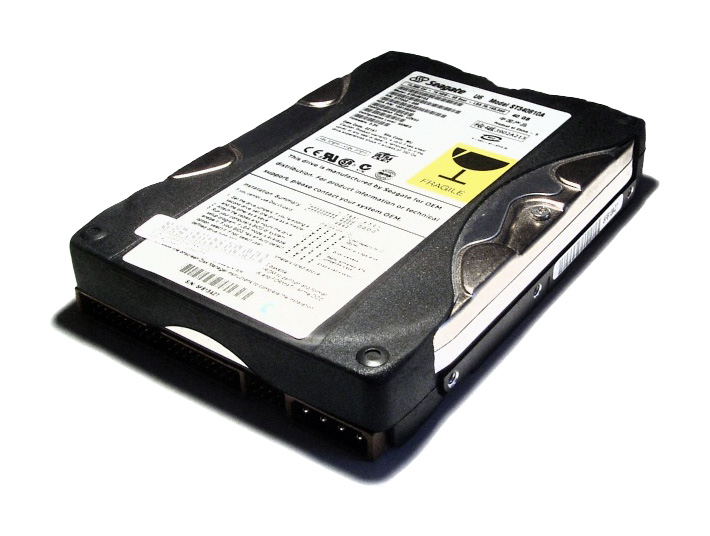
disque 40go
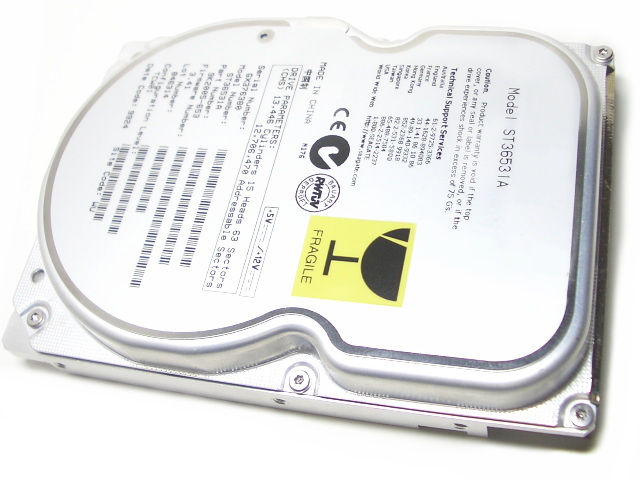
Seagate Medalist 6531
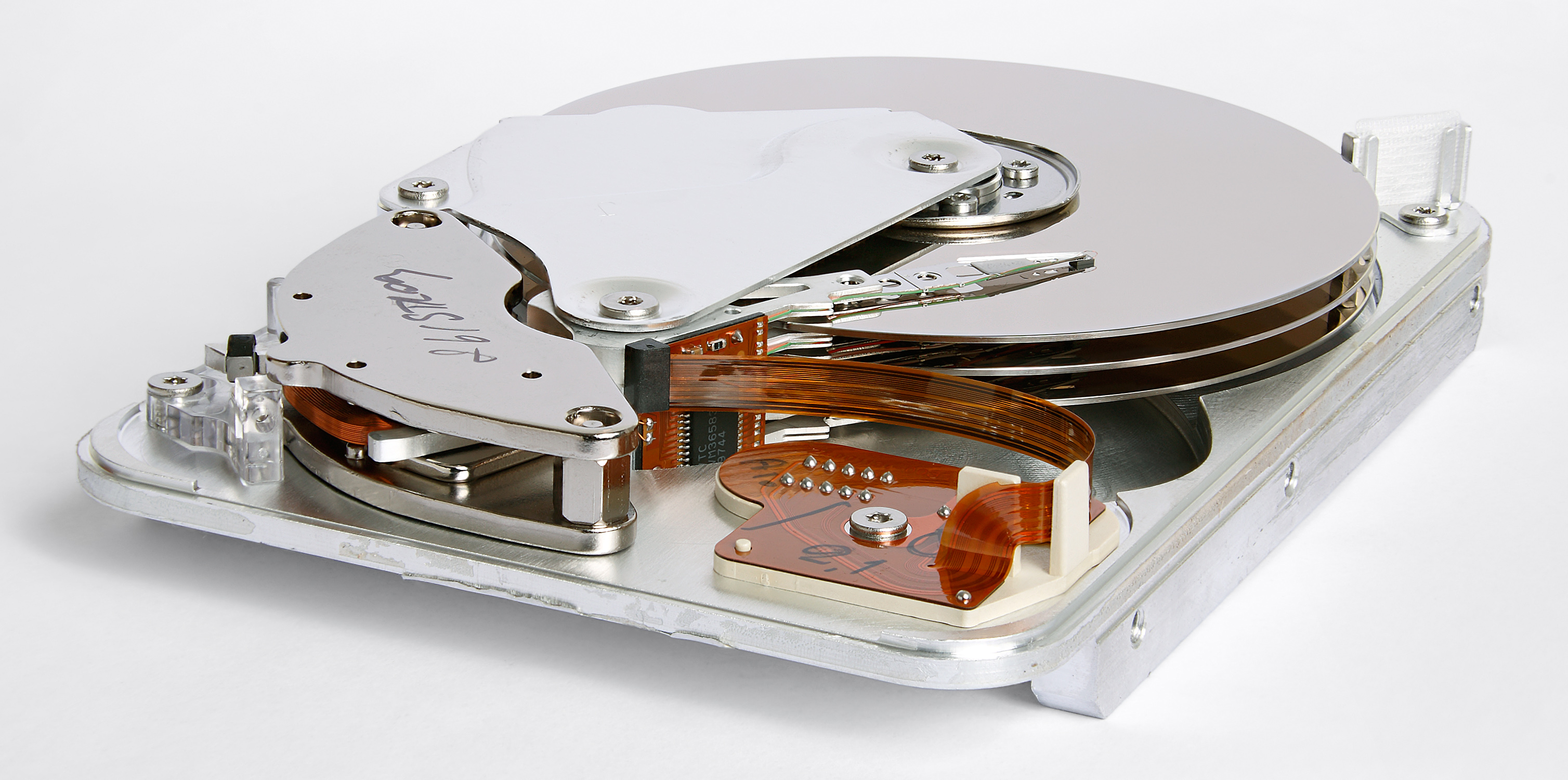
Vue interne d'un Medalist ST33232A de 1998